# 風になりたい (寺嶋陸也)
『風になりたい』（かぜになりたい）は、川崎洋作詞、寺嶋陸也作曲の合唱曲、また同曲を終曲とする合唱組曲である。

## 合唱曲
第72回（2005年）NHK全国学校音楽コンクール高等学校の部課題曲として、混声四部版、女声三部版、男声三部版が同時に発表された。
同年度のコンクールのテーマは「はたらく」であり、川崎は詩のタイトルを当初「風のはたらき」とし、「はたらく」ということが「労働」ではなく「作用」といった意味でとらえていることを明確にしたが、現題名に変更した。川崎はこの詩を書き上げて間もなく亡くなったため、この詞が遺作となった。また川崎と寺嶋が直接話をする機会もないままに終わった。
詩は、第1連の言葉からはメルヘンチックな雰囲気が感じられるが、第2連、第3連と進むにつれてもっと深い内容が歌われていく。寺嶋は「作曲するにあたって、全曲にわたって、第1連で表現されているようなさわやかな雰囲気を保持しながら、音量の変化やテンポの変化に頼らず、主として和声の力で詩の奥行きを表現したいと思いました。」とする。

## 合唱組曲
課題曲としての「風になりたい」をもとに、同名の合唱組曲が編まれた。混声合唱版が2006年、女声合唱版が2007年に発表されている。
寺嶋は「課題曲の《風になりたい》を、私は「合唱」というよりは「歌」というもののあり方について、より深く考えて演奏してほしい、と思いながら作曲しました。（中略）密かなその意図を理解してくれた人が意外と多かったことは嬉しいことでした。あとの3曲は、いわばそれに力を得ての、さらなる延長線上にあるものです。」とする。

### 合唱組曲の構成
全4楽章からなる。
1. はくちょう
イ長調。
2. 海がある
ロ短調。
3. 花
ヘ長調。この曲のみ無伴奏。
4. 風になりたい
イ長調。

## 楽譜
課題曲単曲の楽譜はNHKからコンクールの年度にピース譜が出版された。
組曲の楽譜は音楽之友社から出版されている。